# Естопіньян-дель-Кастильйо
Естопіньян-дель-Кастильйо (ісп. Estopiñán del Castillo, кат. Estopanyà) — муніципалітет в Іспанії, у складі автономної спільноти Арагон, у провінції Уеска. Населення — 181 особа (2009).
Муніципалітет розташований на відстані близько 400 км на північний схід від Мадрида, 80 км на схід від Уески.
На території муніципалітету розташовані такі населені пункти: (дані про населення за 2009 рік)
- Касеррас-дель-Кастильйо: 5 осіб
- Естопіньян: 158 осіб
- Саганта: 14 осіб

## Демографія
Динаміка населення (INE ):